# Ryan Crouser
Ryan Crouser (Portland, 18 de diciembre de 1992) es un deportista estadounidense que compite en atletismo, especialista en la prueba de lanzamiento de peso.
Participó en tres Juegos Olímpicos de Verano, obteniendo tres medallas de oro en su especialidad, en Río de Janeiro 2016, Tokio 2020 y París 2024.
Ganó tres medallas en el Campeonato Mundial de Atletismo entre los años 2019 y 2023, y dos medallas en el Campeonato Mundial de Atletismo en Pista Cubierta, en los años 2022 y 2024.
En mayo de 2023 estableció una nueva plusmarca mundial de lanzamiento de peso (23,56 m).
Estudió Economía y el máster en Finanzas en la Universidad de Texas en Austin.

## Palmarés internacional
| Juegos Olímpicos                     | Juegos Olímpicos        | Juegos Olímpicos | Juegos Olímpicos |
| Año                                  | Lugar                   | Medalla          | Prueba           |
| ------------------------------------ | ----------------------- | ---------------- | ---------------- |
| 2016                                 | Río de Janeiro (Brasil) | Medalla de oro   | Peso             |
| 2020                                 | Tokio (Japón)           | Medalla de oro   | Peso             |
| 2024                                 | París (Francia)         | Medalla de oro   | Peso             |
| Campeonato Mundial                   |                         |                  |                  |
| Año                                  | Lugar                   | Medalla          | Prueba           |
| 2019                                 | Doha (Catar)            | Medalla de plata | Peso             |
| 2022                                 | Eugene (Estados Unidos) | Medalla de oro   | Peso             |
| 2023                                 | Budapest (Hungría)      | Medalla de oro   | Peso             |
| Campeonato Mundial en Pista Cubierta |                         |                  |                  |
| Año                                  | Lugar                   | Medalla          | Prueba           |
| 2022                                 | Belgrado (Serbia)       | Medalla de plata | Peso             |
| 2024                                 | Glasgow (Reino Unido)   | Medalla de oro   | Peso             |